# Irlande aux Jeux olympiques d'été de 1952
L’ Irlande est présente aux Jeux olympiques d'été de 1952, à Helsinki. Il s’agit de sa cinquième participation aux Jeux olympiques d'été. Ce pays est représenté par une modeste délégation de 19 athlètes qui concourent dans six sports.  L’ Irlande qui n’avait remporté aucune récompense en 1948, à Londres, conquiert cette fois une médaille d’argent par l’intermédiaire du boxeur John McNally. Ce qui lui permet de se placer en 34e position dans la tableau des médailles final.

## Liens externes

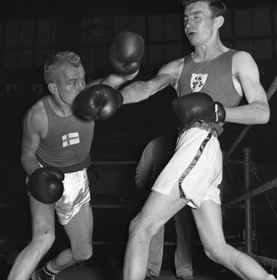
John McNally (à droite) perd en finale des Poids coqs contre le Finlandais Pentti Hamalainen mais remporte l’unique médaille de sa délégation.

## Les médaillés
| Médaille                           | Nom          | Sport | Compétition         |
| ---------------------------------- | ------------ | ----- | ------------------- |
| Médaille d'argent, Jeux olympiques | John McNally | Boxe  | Poids coqs (-54 kg) |

## Sources
- (fr) Tous les résultats des jeux de 1952 sur le site du Comité international olympique
- (en) Bilan complet de l’Irlande sur le site olympedia.org